# وانگ آی-شیان
وانگ آی-شیان (انگلیسی: Wang I-hsien؛ متولد ۲۰ دسامبر ۱۹۸۰) یک تکواندوکار تایوانی است.
وی در مسابقات قهرمانی تکواندو جهان ۲۰۰۱، پس از آنکه در بازی نهایی در برابر شین کیونگ-هاین شکست خورد، در دسته سنگین‌وزن مدال نقره را از آن خود کرد. او در بازی‌های آسیایی ۲۰۰۲ با پیروزی بر یون هیون جونگ در بازی نهایی، مدال طلا را بدست آورد.